# 혜다
혜다(1998년 9월 2일 ~ )는 대한민국의 가수다. 2023년 싱글 [너무 좋아]로 데뷔했다.

## 방송
- 타임터너 (2024) - Top10

## 음반
- 너무 좋아 (2023)

## 피처링
- MJ <사랑에 빠졌나봐> (2024)